# Cofradía del Santísimo Cristo de la Buena Muerte (Baeza)
La Cofradía del Santísimo Cristo de la Buena Muerte es una asociación pública de fieles de la Iglesia católica con sede en el convento de franciscanas clarisas de San Antonio (jurisdicción parroquial de San Pablo) de la ciudad de Baeza. Rinde culto a una imagen de Cristo muerto en la cruz bajo la advocación de la Buena Muerte, con la cual realiza una procesión de penitencia el Martes Santo de cada año. Fue fundada en 1982, aunque no procesionó por primera vez hasta el año 1983. Actualmente se rige por los estatutos aprobados por el obispo de la Diócesis de Jaén, Santiago García Aracil, el 20 de marzo de 1990.  

## Imagen Titular
Fundada en 1982, con la motivación esencial de defender los valores de la tradición eclesiástica y del Papado en una época en la que el laicismo comienza a aflorar. Fue  acogida por el convento San Antonio de Padua, de franciscanas clarisas las cuales ceden en 1983 una imagen para que procesione ese año. Y  siendo ese mismo año también  encargada la imagen actual a D. Miguel Ángel Pérez Fernández..

## Procesión
Tiene lugar el Martes Santo por la noche, incluyendo en su itinerario buena parte de la antigua ciudad intramuros: Barbacana, Arco de las Escuelas, San Juan de Ávila, Cuesta San Gil, Plaza de la Cruz Verde, Santa Catalina, Melgares Raya, Puerta de la Luna, Plaza del Arcediano, Alta, Cobertizo, Sacramento, Puerta de Úbeda.
Desde el año 2010 la imagen titular procesiona acompañada por la Agrupación Coral Cantabile de Córdoba.

## Patrimonio Procesional
- Orfebrería: medallas corporativas, cruz de guía, faroles, estandarte, bandera de luto, libro de reglas, cetros, palermos, bocinas, ciriales, incensario y naveta, y varales del palio de respeto; todos ellos realizados en Orfebrería Villarreal[3] (Sevilla).
- Bordados: estandarte de las Clarisas de Villanueva del Arzobispo (1985), paños de bocina de Ana María (Sevilla 1997) y palio de respeto de Jesús Rosado

## Otras Devociones y Actividades Corporativas
Hermandad comprometida con la vida, lo hace notorio en la apertura de su cortejo penitencial mediante dos cirios blancos que simbolizan el juramento en defensa de la Vida que prestan sus hermanos en la Fiesta de Estatutos. Igualmente, el 28 de diciembre (celebración litúrgica de los Santos Inocentes) la hermandad organiza una Eucaristía ofrecida por los no nacidos. 
Además, desde 1994 la corporación organiza anualmente una serie de conferencias que cubre una extensa variedad de temas de índole religioso.

## Patrimonio Musical
Marcha procesional Cristo de la Buena Muerte de Gerónimo Morales García (Baeza 1989)

## Paso por Carrera Oficial
| Predecesor: La Misericordia (Lunes Santo) | Orden de entrada en Carrera Oficial (Martes Santo) Primer Lugar | Sucesor: La Columna (Miércoles Santo) |